# Don Furner
Pas d'image ? Cliquez ici

a Compétitions nationales et continentales officielles uniquement.

b Matchs officiels uniquement.
Don Furner, né le 26 décembre 1932 à Condobolin (Nouvelle-Galles du Sud) et mort le 24 février 2020, est un joueur et entraîneur australien de rugby à XIII évoluant au poste d'avant dans les années 1950 et 1960. 

## Biographie
Après une modeste carrière de joueur connaissant toutefois la sélection d'Australie, il se révèle un entraîneur à succès. Après une période à Queanbeyan, il rejoint Eastern Suburbs avec lequel il est finaliste du Championnat de Nouvelle-Galles du Sud en 1972. En 1982, il rejoint le récent club de Canberra avec lequel il dispute une finale de Championnat de Nouvelle-Galles du Sud en 1987. Toutefois, c'est en sa qualité de sélectionneur de l'équipe d'Australie qu'il connaît son plus grand succès avec le titre de Coupe du monde en 1988. Il revient en 2000 en tant que sélectionneur des Fidji pour la Coupe du monde 2000.

## Famille
Son fils, David Furner, est un joueur et entraîneur de rugby à XIII.

## Palmarès

### En tant qu'entraîneur
- Collectif :
  - Vainqueur de la Coupe du monde : 1988 (Australie).
  - Finaliste du Championnat de Nouvelle-Galles du Sud : 1972 (Eastern Suburbs) et 1987 (Canberra).

- Individuel :
  - Nommé meilleur entraîneur du Championnat de Nouvelle-Galles du Sud : 1987 (Canberra).